# La música del terremoto
La música del terremoto (título en inglés: Earthquake Bird) es una película estadounidense de suspenso, misterio y drama psicológico de 2019, escrita y dirigida por Wash Westmoreland y basada en la novela del mismo nombre de Susanna Jones. La cinta está protagonizada por Alicia Vikander, Riley Keough, Naoki Kobayashi y Jack Huston. 
La película tuvo su estreno mundial en el Festival de Cine de Londres el 10 de octubre de 2019. Fue estrenada en cines el 1 de noviembre de 2019, antes de su transmisión digital el 15 de noviembre de 2019 por Netflix.

## Sinopsis
Ambientada en Tokio en 1989, Lucy Fly, una joven expatriada, es sospechosa de asesinato cuando su amiga Lily desaparece a raíz de un tumultuoso triángulo amoroso con Teiji, un atractivo fotógrafo local. 

## Reparto
- Alicia Vikander como Lucy Fly.
- Riley Keough como Lily Bridges.
- Naoki Kobayashi como Teiji Matsuda.
- Jack Huston como Bob.
- Kiki Sukezane como Natsuko.
- Ken Yamamura como Oguchi.
- Akiko Iwase como Sra. Kato

## Producción
En agosto de 2016, se anunció que Wash Westmoreland escribiría y dirigiría la película, basada en la novela del mismo nombre de Susanna Jones. Michael Schaefer, Michael Pruss, Ann Ruark, Georgina Pope producirían la película, mientras que Ridley Scott actuaría como productor ejecutivo de la película, a través de Scott Free Productions y Twenty First City, respectivamente, con Amazon Studios distribuyendo originalmente. En marzo de 2018, Alicia Vikander y Riley Keough se unieron al elenco de la película, ahora distribuida por Netflix. En abril de 2018, Jack Huston se unió al elenco de la película. En mayo de 2018, Naoki Kobayashi se unió al elenco de la película, y la producción comenzó ese mismo mes, en Tokio.

## Estreno
La película tuvo su estreno mundial en el Festival de Cine de Londres el 10 de octubre de 2019. Fue lanzada en cines el 1 de noviembre de 2019, en un estreno limitado, antes de su transmisión digital el 15 de noviembre de 2019 a través de Netflix.